# Зен

Один из островов мира Зен. На изображении видны скаты, обрабатывающие грунт лучом

Зен (англ. Xen) — вымышленный мир из вселенной научно-фантастических компьютерных игр серии Half-Life, основная часть которых была разработана американской компанией Valve. Вторжение пришельцев из этого мира на планету Земля является основой сюжета всей линейки игр первой части Half-Life. Зен присутствует в оригинальной игре Half-Life и её дополнениях — Half-Life: Opposing Force и Half-Life: Blue Shift, косвенно участвует в сюжете Half-Life: Decay.
Согласно сюжету вселенной Half-Life, Зен является так называемым «пограничным миром», поскольку обладает уникальной особенностью, связанной с явлением телепортации: для совершения точной местной телепортации субъект должен был обязательно пройти через этот мир.

## Общее описание Зена
Все локации Зена, показанные в играх серии Half-Life, представляют собой островки (астероиды) — либо неподвижно висящие, либо летящие в некоем пространстве, которое выглядит как живописное небо или туманность. Размеры островков варьируются от крошечных, на которых едва умещается один человек, до гигантских образований, имеющих собственные внутренние водоёмы и населённых огромными существами. Рядом с островками в пространстве часто располагаются крошечные платформы, непрерывно движущиеся по определённой траектории. Различных цветов «небеса», окружающие островки, могут отличаться друг от друга в разных локациях Зена: в одних можно разглядеть звезду, в других — туманности, а в некоторых — отдалённые объекты совершенно неизвестного происхождения.
Гравитация Зена несколько слабее земной. Состав атмосферы, вероятно, позволяет человеку находиться в Зене без защитной экипировки, не причиняя ущерба здоровью. Этому свидетельствуют, по меньшей мере, два факта: встречаемый в пещере Зена учёный в обыкновенном лабораторном халате и главный герой Half-Life: Blue Shift Барни Калхаун, путешествующий по Зену без защитного костюма. Атмосфера Земли, в свою очередь, также не является губительной для существ Зена.
Путешествуя по Зену, игрок практически всегда слышит разные фоновые звуки — в этом мире практически не бывает абсолютной тишины. Звуки мира Зен довольно разнообразны. Среди них присутствует звук лёгкого дуновения ветерка, что также свидетельствует о наличии некой атмосферы в мире. В главах Half-Life «Gonarch’s Lair» и «Interloper» слышатся гулкие низкочастотные звуки неизвестного происхождения.
До событий игры Half-Life учёные из исследовательского комплекса «Чёрная Меза» активно занимались изучением Зена при помощи телепортов. Исследовательские группы, вооружённые и оснащённые костюмами H.E.V., направлялись туда для сбора образцов местной флоры и фауны, а также специфических материалов вроде аномальных жёлтых кристаллов Зена. Судя по трупам, встречающимся игроку в Зене, некоторые из членов таких экспедиций погибали там. Дальнейшее исследование образцов из Зена проводилось в лабораториях Чёрной Мезы: создавались даже огромные террариумы для привезённых инопланетных существ.

### Экосистема
Жизнь в Зене достаточно разнообразна. К представителям его животного мира относятся такие существа, как буллсквиды, барнаклы, тентаклы, хаундаи и хедкрабы. Последние представлены несколькими стадиями своего развития: помимо наводнивших Чёрную Мезу обычных зомбирующих людей хедкрабов встречается их огромная матка под названием Гонарх и её многочисленные детёныши. Во внутренних озёрах Зена водятся ихтиозавры. Встречаются летающие существа — бойды, отдалённо похожие на земных птиц. В узких пещерах можно встретить гнёзда плотоядных насекомоподобных снарков. Среди растений попадаются произрастающие отдельно друг от друга подобия травинок.
Некоторые создания Зена не могут быть однозначно классифицированы как растения или животные, поскольку не имеют схожих по строению земных аналогов. К числу таковых относится деревоподобное создание, состоящее из ствола, переходящего кверху в щупальце. Это щупальце атакует любое живое существо, потревожившее каким-либо образом его ствол. Другое необычное творение — небольшое ярко светящееся растение. Оно состоит из основания, с помощью которого существо крепится к поверхности, и отростка, светящегося на конце. При приближении к нему отросток прячется в основание и перестаёт светиться. Такие создания очень распространены в Зене, они часто озаряют своим светом тёмные пещеры. Вне классификации также находятся грибоподобные существа, называющиеся фу́нгусами (англ. fungus — «гриб»). Фунгус представляет собой белое шарообразное тело, прикреплённое к поверхности пятью-четырьмя красными твёрдыми ножками. Шар имеет отверстие на противоположной ножкам стороне и постоянно шевелится. Создание совершенно пассивно и никак не реагирует на внешние воздействия.
Островки Зена содержат грунт неизвестного состава, разных оттенков и текстур. Среди грунта могут попадаться странные, по виду органические образования в виде небольшого круга, которые, вздуваясь, подбрасывают объекты в воздух словно батут. В жидкости, наполняющей многие пещеры Зена, преобладают коричневые оттенки. Такая жидкость не влияет на здоровье существа — в отличие от голубоватых озёр, обладающих целительной силой. Эти небольшие водные источники способны положительным образом влиять на состояние живых существ: так, в Half-Life, Half-Life: Opposing Force и Half-Life: Blue Shift игрок может пополнять в них здоровье.

### Цивилизация
На момент событий игры Half-Life Зен был заселён разумными существами, не являющимися его коренными жителями, но объединёнными в одну цивилизацию. Лидером этой цивилизации является огромное существо — Нихилант, которое управляет другими её представителями. Представители цивилизации и Нихилант имеют коллективное сознание и связаны телепатическими контактами. Существа, относящиеся к цивилизации Нихиланта, перечислены ниже.
- Вортигонты — рабы, вынужденные подчиняться воле Нихиланта. В Зене они часто обслуживают технологические объекты, выполняя функцию рабочих.
- Контроллеры пришельцев➤ — играют роль надзирателей: они следят за порядком среди вортигонтов и контролируют их поведение.
- Пехотинцы пришельцев➤ — составляют основу армии Нихиланта.
- Гаргантюа➤ — бронированные тяжеловооружённые пришельцы. В армии Нихиланта играют роль наземной техники.

Цивилизация Нихиланта находится на достаточно высокой стадии развития. На островах Зена присутствуют следы их технологической деятельности. Во многих местах на поверхности расставлены устройства, похожие на ресурсодобывающее оборудование, однако достоверно их назначение неизвестно. В разобранном виде эти устройства могут быть найдены на заводе Зена. Завод, на котором цивилизация выращивает пехотинцев, представляет собой многоярусное помещение, разделенное на множество комнат. Там располагается огромное количество бочек-капсул, в которых содержатся пехотинцы. Если в бочку попадает пуля или снаряд, то пехотинец таким образом освобождается из неё и атакует игрока. Некоторые бочки остаются неизменными при стрельбе по ним. Бочки непрерывно перемещаются конвейерами: часть сбрасывается в голубую жидкость, другая часть увозится за пределы помещения; ограничительные поля не позволяют проследить их дальнейшее движение. Перемещение рабочих-вортигонтов между ярусами обеспечивается многочисленными лифтами. В некоторых комнатах есть устройства в виде кабин, обладающие функцией лечения. Сам завод находится под наблюдением пехотинцев и контроллеров. Связь завода с внешними пределами Зена обеспечивается телепортами.

### Телепорты
Телепорты, являющиеся связующими механизмами между различными локациями Зена, — ещё один плод цивилизации. В Зене встречаются телепорты разных конструкций. Среди них особенно выделяется устройство, транспортирующее в комнату Нихиланта. Оно находится в локации, островки которой расположены в абсолютно чёрном пространстве, где также отсутствуют и фоновые звуки. Однако из самого телепорта можно слышать звуки, непрерывно доносящиеся из отдалённых мест: в Half-Life, например, оттуда можно услышать разговоры сотрудников Чёрной Мезы.
Телепортация используется цивилизацией и в военных целях — для переброски сил в зону столкновения. Во время игры инопланетяне часто телепортируются перед игроком, принимаясь его атаковать. На открытых пространствах телепортация обеспечивается при помощи скатообразных летающих созданий. В роли десанта выступают вортигонты и пехотинцы.
Встречается две разновидности летающих скатов: с одним и с двумя хвостами. Первые очень медлительны и в военных действиях замечены не были; эти скаты встречаются только в оригинальной Half-Life, в начале главы «Interloper»: они летают над островами Зена, обрабатывая почву лучом. Второй, двухвостый тип скатов, передвигается очень быстро, часто маневрируя в воздухе. Помимо функции обеспечения телепортации, такой скат способен сам атаковать силы противника, используя энергетический луч. Так, в Half-Life: Opposing Force один из скатов подбивает транспортный вертолёт Osprey, в Half-Life: Blue Shift скат пытается уничтожить островок в Зене, на котором находится протагонист Барни Калхаун, а появившийся в конце Half-Life: Decay скат принимается разрушать смещающий маяк.

### Кристаллы Зена
Кристаллы, часто встречаемые в Зене, представляют собой светящиеся образования жёлтого или бирюзового цвета. Исследование одного из них в лабораториях исследовательского комплекса «Чёрная Меза» спровоцировало каскадный резонанс, в результате которого началось вторжение пришельцев на Землю. Кристаллы являлись ценными ресурсами для цивилизации Нихиланта. Из дополнения Half-Life: Decay известно о двух вортигонтах, посланных Нихилантом на Землю после инцидента с целью вернуть украденные из Зена кристаллы. Сам Нихилант использовал энергию кристаллов во время битвы с Гордоном Фрименом, восполняя здоровье.

## Колонизация и интересы сторон
Зен называют пограничным миром (англ. Borderworld) — в сюжете вселенной Half-Life он является особым измерением, через которое следует пройти, чтобы телепортироваться в другие места. Обращая на это внимание, сценарист серии Half-Life Марк Лэйдлоу сказал, что не уверен в том, что встречаемые в играх существа из Зена являются его коренными жителями. Ввиду своей особенности, Зен мог быть колонизирован любыми инопланетянами, которые сумели бы успешно приспособиться к жизни в этом мире. Известно несколько цивилизаций, чья деятельность так или иначе была связана с использованием пограничного мира.
В Half-Life: Blue Shift говорится, что учёные из исследовательского комплекса «Чёрная Меза» использовали Зен как связующее звено в процессе телепортации. «Телепортация — это не так просто, как перейти из пункта A в пункт B. Мы открыли странный пограничный мир, который каким-то образом участвует в этом процессе, не позволяя нам точно предсказать, куда именно приведёт (и приведёт ли) данная телепортация на Землю» (доктор Розенберг). На ранних этапах исследований, проводимых в Чёрной Мезе задолго до инцидента, на жёлтые кристаллы в Зене устанавливались ретрансляторы, позволяющие точно задавать координаты пункта назначения при телепортациях на Земле. Позже учёные открыли другие методы наведения, а этот старый способ был использован персонажами в сюжете Blue Shift. На момент событий игры Half-Life 2 учёные из Сопротивления научились использовать Зен в качестве «скрытой оси для рывка через пространство»: такая телепортация позволила им перемещаться по Земле, «обходя» пограничный мир — то есть не пересекая его как пространство.
Для цивилизации Нихиланта мир Зен не является родным. Марк Лэйдлоу объяснил это после выхода игры Half-Life 2, в сюжете которой состоялось появление гораздо более могущественной инопланетной организации — Альянса.

В Half-Life 1 мы стали свидетелями окончания длительного противоборства между Альянсом и последними из расы Нихиланта. <…> Для Нихиланта «мир» (если считать, что таковой существовал), в котором он обитал ранее, остался далеко в прошлом. В Зене они нашли своё последнее пристанище, но оказались припёрты к стенке. В один момент стена дала трещину, что позволило им просочиться в наше измерение. Зен, сам по себе, является транзитным коридором между измерениями, местом постоянного противостояния сил.
Оригинальный текст (англ.)What we saw in HL1 was the very end of a long struggle between the Combine and the last of the Nihilanth’s race… although it’s a bit different than the word «prompted» implies. The Nihilanth’s «world» (if it could be said to have) was long since in the past as far as the Nihilanth was concerned; Xen was their final retreat, and they had their back to the wall, as it were, when the fissure appeared that let them spill into our dimension. Xen itself is sort of a dimensional transit bottleneck — an area of continual contention.
— Марк Лэйдлоу
По словам маркетингового директора компании Valve, Дага Ломбарди, Нихилант и его цивилизация были рады возможности перебраться на Землю «в страхе перед цитаделями». Однако их попытка закончилась крахом цивилизации: Нихилант был убит Гордоном Фрименом, а рабы-вортигонты обрели свободу. Благодаря этому после событий Half-Life мир Зен перешёл под контроль неизвестных нанимателей G-Man’а. В сюжете дополнения Half-Life: Opposing Force к Зену была причастна телепортация и другой цивилизации — Расы X. Существа этой расы происходили из неизвестного измерения и не были приспособлены к жизни в Зене, однако в результате пространственного разлома они смогли начать вторжение на Землю. В Opposing Force видно, что их спрайты, с которыми так или иначе было связано перемещение Геночервя на Землю, появлялись из источника, который располагался в Зене и функционировал благодаря кристаллам.

## Список обитателей Зена

### Хедкрабы и зомби
Хедкрабы (англ. Headcrab, досл. «головной краб») — самые распространённые существа из мира Зен; эти многочисленные небольшие создания-паразиты присутствуют во всех без исключений играх серии Half-Life. Вырвавшись на свободу из Зена во время инцидента в исследовательском комплексе «Чёрная Меза», эти существа выжили и размножились на Земле. В серии Half-Life хедкрабы представлены несколькими ступенями развития, а впоследствии получили ещё и несколько разновидностей.
Обыкновенный и наиболее распространённый хедкраб — это небольшое, размером с арбуз существо, имеющее мешкообразное тело белесого цвета с четырьмя заостренными конечностями. Хедкраб передвигается на своих задних конечностях, выставив передние вперёд наподобие реальных крабов. Несмотря на свою медлительность и уязвимость, хедкраб очень резво бросается на свою цель в прыжке с расстояния порядка 5—10 метров, расставив конечности в стороны. Снизу тела хедкраба расположено широкое ротовое отверстие-присоска с острыми зубами по краям, которым существо и атакует врага. В оригинальной Half-Life единожды встречается высшая стадия развития хедкраба, называемая Гонархом, — огромное существо с мощным внешним скелетом, которое очень сложно убить. Гонарх является маткой хедкрабов и постоянно порождает маленьких хедкрабов-детёнышей (англ. Baby Headcrab), слабых и не способных нанести серьёзный вред.
В игре Half-Life 2, её продолжениях-эпизодах и Half-Life: Alyx встречаются четыре других вида хедкрабов, появившихся в результате пребывания существ на Земле:
- быстрый хедкраб (англ. Fast Headcrab), способный резво бегать благодаря удлинённым конечностям;
- медлительный ядовитый хедкраб (англ. Poison Headcrab), который при укусе отравляет жертву опасным нейротоксином;
- бронированный хедкраб (англ. Armored Headcrab), обладающий пуленепробиваемым панцирем, защищающим большую часть его тела (за исключением «рта»);
- воскрешающий хедкраб (англ. Reviver Headcrab) — уникальный подвид хедкрабов, паразитирующий исключительно на трупах и плюющийся наэлектризованной жидкостью.

При атаке человека хедкраб делает своей первостепенной целью его голову (за исключением воскрешающего хедкраба): существу необходимо это, чтобы заразить тело жертвы и превратить в зомби. Своей пастью хедкраб полностью натягивается на голову жертвы, пробивает череп своими зубами и при помощи жала соединяется с головным и спинным мозгом. Паразит использует нервную систему жертвы, чтобы полностью контролировать тело. В серии Half-Life существует несколько типов зомби: это связано не только с наличием нескольких разновидностей хедкрабов, но и с личностью их жертв, а также с продолжительностью мутации зомби. Примечательно, что на протяжении всей серии Half-Life встречаются зомби, мутировавшие только из человеческих особей.

### Барнакл

Барнакл в Half-Life 2

Барнаклы (англ. Barnacle, досл. «прилипала») — плотоядные существа из Зена, одни из самых распространённых противников, которые присутствуют во всех играх серии Half-Life. В то время, как в своём родном мире барнаклы встречаются довольно редко, они буквально наводнили Чёрную Мезу и другие земные локации, часто обитая группами из нескольких особей. Обычно их можно обнаружить рядом с обильным скоплением воды или влаги.
Внешне барнакл похож на продолговатый мешок с пастью на конце, которая окаймлена двумя рядами острых зубов. Барнакл обладает длинным мускульным отростком, одновременно выполняющим функции щупальца и клейкого языка, которым это существо может втягивать попавшуюся на него жертву в пасть. Барнаклы ведут пассивный и практически неподвижный образ жизни: они крепятся к потолкам и высовывают свой язык. Когда объект контактирует с языком барнакла, язык моментально хватает этот объект мёртвой хваткой, и барнакл принимается втягивать язык в пасть вместе с добычей. Барнакл способен убить и съесть человека за несколько секунд, дробя скелет и выплёвывая кости. В то время, как в оригинальной Half-Life язык барнакла реагирует только на живую плоть, в Half-Life 2 существу требуется несколько секунд для того, чтобы различить схваченный объект. В игровом процессе это позволяет использовать разные объекты (вроде мусора) для отвлечения внимания барнакла; игрок может также подсунуть ему бочку с горючим и взорвать её вместе с барнаклом и его соседями, сэкономив таким образом боеприпасы. Если барнаклу попадется живое, но ядовитое существо — такое, как ядовитый хедкраб или рабочий муравьиный лев из Half-Life 2: Episode Two, — то после его съедения барнакл погибает. Будучи убитыми, барнаклы извергают из себя непереваренные останки своих жертв.
В Half-Life: Opposing Force выясняется, что учёные сектора «Биокупол» исследовательского комплекса «Чёрная Меза» успешно отделяют барнаклов от поверхности — при этом они ссылаются на эти поверхности как на «место зарождения» существ. Одного из таких отделённых барнаклов (именуемого «образец № 1176») игрок может использовать в Opposing Force в качестве оружия или аналога абордажного крюка для преодоления пропастей и достижения ранее недоступных участков. Язык этого барнакла цепляется только к живым существам, либо к особым поверхностям неизвестного происхождения, на которых растут споры пришельцев Расы X. Существа сравнительно маленьких размеров — например, хедкрабы или детёныши волтигор, — напротив, сами притягиваются барнаклом к игроку.

### Хаундай

Хаундай

Хаундай (англ. Houndeye, досл. «гончий глаз») — обитатель Зена, присутствующий в игре Half-Life и её дополнениях.
Хаундай имеет три ноги; его тело, состоящее из обширной грудной клетки, обладает бледным жёлто-зелёным окрасом с синими полосами на спине. Вместо головы на теле существа расположен огромный чёрный фасеточный глаз. Рот у хаундая находится в нижней части тела, прямо под глазом. Хаундаи атакуют игрока, создавая мощную и довольно разрушительную звуковую волну, которая с силой отбрасывает игрока, но при этом не наносит вреда другим хаундаям. Перед атакой существо издаёт громкий протяжный визг. Поодиночке хаундаи пугливы и всегда стараются скрываться от игрока, но стая из трёх и более особей выступает в открытую и может представлять большую опасность. Для общения в стае хаундаи используют серию свистящих сигналов. Их резвое поведение напоминает поведение земных собак. В Half-Life: Blue Shift видно, как один из хаундаев поедает труп охранника, что говорит об их плотоядности.
В книге Half-Life 2: Raising the Bar художник игр серии Half-Life Тед Бэкман рассказывает, что образ хаундая появился под впечатлением от большого трёхногого кота по кличке Треножник (англ. Tripod), жившего с ним по соседству, когда Тед был ребёнком. Концепт хаундая был придуман очень быстро и почти не претерпел изменений к окончательной версии существа в оригинальной Half-Life. При бета-тестировании Half-Life хаундаи были нейтральными по отношении к игроку, но поскольку все тестеры во время игры всё равно убивали их, разработчики сделали хаундаев одними из противников. В книге Raising the Bar также говорится, что хаундаи должны были появиться и в Half-Life 2, но были вырезаны из финальной версии этой игры.

### Вортигонт
Вортигонты (англ. Vortigaunts), известные в оригинальной Half-Life как рабы пришельцев (англ. Alien slaves) — разумные обитатели Зена, присутствующие во всех играх серии Half-Life. Вортигонты обладают способностями к безъязыковой коммуникации между всеми особями расы. По собственному заявлению, вортигонты также не различают прошлое и настоящее, воспринимая мир вне времени. Изначально в Half-Life вортигонты являются противниками игрока, однако после гибели их хозяина Нихиланта освобождаются из рабства и к началу сюжетной линии Half-Life 2 становятся союзниками Сопротивления в борьбе против Альянса.

### Буллсквид

Буллсквид

Буллсквид (англ. Bullsquid, досл. «быко-кальмар») — хищный обитатель Зена, присутствующий в игре Half-Life и всех её дополнениях.
Буллсквид имеет две мускулистые ноги с костяными наростами в виде шипов и мощный длинный хвост. Грудная клетка буллсквида без соединения с шеей переходит в голову с двумя глазами. Тело обладает пятнистой окраской с тёмными оттенками (некоторые учёные Чёрной Мезы в игре замечают, что она похожа на окраску древесных жаб). Вокруг пасти буллсквида выступает ряд ярко-красных щупалец, которыми существо может хватать свою жертву. Если жертва достаточно небольшая, буллсквид способен поглотить её целиком. Буллсквид быстро бегает на своих двух ногах и имеет огромную физическую силу, а также способен наносить тяжёлые удары с разворота своим хвостом. Кроме того, буллсквид может плеваться едкой субстанцией, оставляющей на поверхностях грязно-жёлтые следы. При этом плюются буллсквиды довольно метко, даже на больших расстояниях.
У буллсквидов очень агрессивное поведение: они ревностно охраняют свою территорию и не успокоятся, пока не уничтожат или не выгонят всех, кто попал в поле зрения. Буллсквиды являются всеядными существами. В Чёрной Мезе их можно обнаружить поедающими трупы служащих исследовательского комплекса, а в Зене видно, как они охотятся на хедкрабов и хаундаев. В естественной среде обитания буллсквиды могут совершенно не обращать внимания на живых существ, если довольствуются поеданием зеновских растений и зеновской целебной жидкости. Влажная среда является привычным местом обитания для этих созданий. Буллсквидов можно также часто найти в тёмных местах вроде пещер или разломов, или в других областях, где мало освещения. Они очень живучие и способны без вреда для себя находиться в токсичной, радиоактивной и любой подобной среде.
В ранней версии игры Half-Life буллсквид был немного большего размера и имел другие варианты окраски: самой первой была белая, за ней — жёлтая окраска с чёрными узорами. На ранней стадии разработки у существа было также другое имя — буллчикен (англ. Bullchicken — «быко-курица»); в финальной версии Half-Life папка с файлами звуков монстра, как и его имя в консоли, остались под прежним названием «bullchicken». В Half-Life 2 буллсквиды как таковые не появляются, однако они присутствовали в бета-версии игры. В выпущенной версии Half-Life 2 в предыстории персонажа Илая Вэнса сказано, что он потерял свою ногу, когда был атакован буллсквидом.

### Плотоядная пиявка

Плотоядная пиявка в Half-Life 2

Плотоядная пиявка (англ. Carnivorous Leech) — водное существо Зена, напоминающее земных пиявок. Впервые пиявки появляются в игре Half-Life, также присутствуют в Half-Life: Opposing Force, Half-Life 2 и демонстрационном уровне Half-Life 2: Lost Coast.
В длину плотоядная пиявка достигает размера небольшой рыбы, её тело имеет бежевый окрас. В оригинальной игре Half-Life и её дополнении Half-Life: Opposing Force пиявки живут в затопленных помещениях Чёрной Мезы. Они могут наносить повреждения игроку и, если их будет достаточно много, способны убить его. При этом сами пиявки не могут жить без воды. В Half-Life 2 плотоядные пиявки обитают в воде на побережье Шоссе 17. Их роль в геймплее служит для ограничения перемещения игрока: если тот достаточно далеко заходит в воду, пиявки в огромном количестве набрасываются на него и быстро убивают. В конце уровня Half-Life 2: Lost Coast старый рыбак благодарит игрока за уничтожение вертолёта и приглашает его отпраздновать победу, говоря: «Я надеюсь, ты любишь пиявок» — это может означать, что после вторжения существ из Зена люди используют оных в качестве еды. Один из других диалогов рыбака указывает на то, что пиявками также питаются чайки.

### Ихтиозавр

Ихтиозавр в Half-Life 2

Ихтиозавр (англ. Ichthyosaur, лат. Xenotherus ichtycanthus) — водоплавающее существо мира Зен, встречающееся в играх Half-Life и Half-Life: Opposing Force, а также мельком появляющееся в Half-Life 2. На ранней стадии разработки Half-Life существо носило название мадди (англ. Muddy — «грязный», «илистый»).
Ихтиозавр был назван именем реально существовавшей рептилии, но имеет сходство с ней только в размерах и плотоядности. В Half-Life и Opposing Force ихтиозавры встречаются в нескольких водных местах, таких как дамба или водные резервуары в Чёрной Мезе, где учёные активно исследуют этих созданий. Это очень агрессивные существа, а скорость и сила атаки ихтиозавра делает сражения с ним под водой очень опасными в игре — учитывая также то, что под водой игрок может стрелять только из ручного улья, арбалета и пистолета. В Half-Life 2 ихтиозавр появляется только один раз, во время неудачной телепортации игрок в роли Гордона Фримена на пару секунд оказывается под водой и чуть было не съедается ихтиозавром, выплывающим ему навстречу.

### Гаргантюа

Гаргантюа

Гаргантюа́ (англ. Gargantua) — одно из самых крупных существ мира Зен, которое присутствует в играх Half-Life, Half-Life: Opposing Force и демоверсии Half-Life: Uplink. Обычно в прохождении игр этому монстру отдаётся роль мини-босса. Гаргантюа был назван в честь великана-протагониста романа «Гаргантюа и Пантагрюэль» Франсуа Рабле. Образ существа появился в результате объединения двух концепций проектов Quiver и Prospero, предшественников игры Half-Life.
Гаргантюа — аналог живого танка, очень опасный и живучий представитель цивилизации Зена, достигающий около шести метров в высоту. Его тело покрыто бронёй тёмно-бирюзового цвета. Существо имеет один горизонтальный жёлтый глаз, который загорается красным светом, когда гаргантюа замечает противника. Вместо рук гаргантюа имеет две клешнеобразных конечности; ещё пара относительно маленьких конечностей расположены у пришельца в брюшной области. Гаргантюа быстро передвигается на своих двух ногах и является очень сильным существом: он может сломать достаточно большие и прочные препятствия на своём пути, вроде стен или ворот. В играх есть моменты, когда гаргантюа, будучи вне поле зрения игрока, издаёт мощный рёв, сила которого настолько велика, что способна обрушить потолок.
Основной атакой гаргантюа являются струи яркого пламени, наносящего достаточно большой урон противнику, которые он выпускает из двух больших рук-клешней. Топая одной из своих ног, гаргантюа вызывает шоковые волны, внешне напоминающие ползущие по земле красные вспышки. Эти волны способны буквально разорвать цель на куски, а также могут разрушать строения. Броня монстра совершенно неуязвима для лёгкого оружия: пуль, арбалетных стрел или ударов монтировкой: из арсенала игрока гаргантюа убиваем только большим объёмом взрывчатых боеприпасов, РПГ и глюонной пушкой. В прохождении некоторых мест в игре Half-Life гаргантюа целенаправленно уничтожается игроком без применения оружия, с помощью хитрости: один раз игрок заманивает его под разряд большого генератора электроэнергии, второй раз — избавляется посредством вызова авиаудара. После смерти от гаргантюа не остаётся трупа, так как его в любом случае взрывают или рвут в клочья. Однако с помощью Half-Life Model Viewer можно посмотреть, как выглядела бы смерть Гаргантюа, если бы от него оставался труп.

### Тентакл

Тентакл

Тентаклы, или тентакли (англ. Tentacle — «щупальце», лат. Hypersuctor sensitiva) — крупные обитатели Зена, присутствующие в играх Half-Life и Half-Life: Opposing Force.
Тентакл имеет необычную внешность. Его тело — длинный, зелёный, сегментированный стебель, который увенчан «головой» с заостренным концом наподобие клюва и чем-то вроде красного «глаза». Назначение этого «глаза» не ясно, так как существо слепо и может реагировать только на звуки и вибрации. Сами тентаклы часто издают громкие низкочастотные звуки, похожие на пение китов. Тентаклы обычно появляются из каких-либо углублений или ям, в которые они могут втягиваться, если получают сильные повреждения. На официальных концепт-артах Half-Life тентаклов изображают в виде группы из трёх щупалец, присоединённых к единому луковицевидному основанию. В самой Half-Life это основание можно увидеть после уничтожения тентаклов в ракетной шахте Чёрной Мезы в главе 6 «Blast Pit», спустившись в их нору: оно расположено в части шахты, заполненной водой. При этом, в отличие от предрелизных артов, в игре оно больше напоминает матку, так как имеет аналогичный зелёно-жёлтый окрас, а также подобие глаз и две «ноги» по бокам.
У тентаклов очень агрессивное поведение. Услышав шум вблизи своей норы, они яростно и многократно атакуют то место, откуда исходил звук. При первой встрече с существом Гордон Фримен видит, как тентакл хватает кричащего учёного и уносит его в нору. В игре тентаклов невозможно уничтожить из арсенала игрока, но стрельба заставляет существ прятаться в норе. Наиболее эффективно действуют гранаты — при прямом попадании взрыв ненадолго оглушает монстров. Нередко тентаклы активно реагируют на взрыв и яростно атакуют его место, давая игроку возможность миновать себя. В главе 6 «Blast Pit» три тентакла из ракетной шахты Чёрной Мезы играют роль босса и уничтожаются потоками раскалённой топливной смеси. Для этого игрок должен запустить установку, поочерёдно включив подачу топлива, воздуха и напряжения; соответствующие переключатели находятся в разных труднодоступных местах уровня. Впоследствии тентаклы встречаются в других областях Чёрной Мезы и в их родном мире Зен.

### Пехотинец пришельцев

Пехотинец пришельцев с ручным ульем на правой лапе

Пехотинец пришельцев (англ. Alien Grunt) — существо Зена, которое выполняет функцию солдата в цивилизации Нихиланта. Он является частым противником игрока в оригинальной игре Half-Life и всех её дополнениях.
Пехотинец пришельцев — массивное гуманоидное создание высотой около двух метров с очень широкой грудной клеткой и огромными, достающими до пола верхними конечностями. Его строение имеет множество сходств с другими гуманоидами Зена: верхние конечности-руки оканчиваются клешнями, ступни имеют треугольную форму, а в центре грудной клетки у существа имеется небольшая третья рука с тремя пальцами, как у контроллеров или Нихиланта. Ноги пехотинца в коленном суставе сгибаются в обратную сторону, как ноги у вортигонтов. Голова небольших размеров обладает тремя красными глазами и горизонтально открывающейся челюстью, что также роднит их с контроллерами. Тело пехотинца пришельцев, в окрасе которого преобладают бурые и чёрные оттенки, частично защищено бронёй.
Пехотинцы являются основной наземной силой армии Зена. В боевой арсенал пехотинца пришельцев входит биологическое оружие, называемое ручным ульем (англ. Hivehand). Этот «улей», надеваемый на одну из рук, стреляет жужжащими насекомоподобными существами, которые самостоятельно ищут живую мишень и атакуют её. «Мухи» внутри улья постоянно воспроизводятся, обеспечивая носителю оружия бесконечный боезапас. Игроку также доступно данное оружие: его можно подобрать на заминированном складе в главе 12 «Surface Tension».
Оказавшись близко к противнику, пехотинец пришельцев может ударить его своей лапой. Конечности пехотинца настолько сильны, что он способен раздвинуть ими бронированные автоматические двери в Чёрной Мезе. Одолев противника, пехотинцы пришельцев часто принимаются поедать его тело, используя свою третью руку, чтобы отрывать куски плоти и подносить к пасти. На заводах Зена пехотинцы пришельцев могут быть найдены содержащимися в непрозрачных капсулах, похожих на бочки.

### Снарк

Снарк

Снарк — маленький насекомоподобный обитатель Зена, который присутствует в игре Half-Life и её дополнениях и используется в качестве ручного оружия игрока.
Похожие на красных жуков с зелёным глазом, снарки обладают необычной для их малых размеров особенностью — высокой агрессией. Применяя их как «живую гранату», игрок выпускает снарков из рук, и те атакуют противника, способные закусать его до смерти. При нападении на врага снарк издаёт очень звонкий визг. Выпущенный снарк сам исследует территорию в поиске возможного противника, и если же угроза извне не найдена, то снарк может вернуться и напасть на самого игрока. Странной особенностью является то, что будучи выпущенным, снарк не живёт долго и через некоторое время «взрывается» с лопающимся звуком, хотя держать его в руке персонаж игрока может неограниченное время.
Снарки рождаются из органического гнезда, имеющего ядовито-зелёный окрас. У гнезда имеется некое подобие четырёх лап, однако оно едва шевелится, никогда не движется и ведёт себя пассивно. В дополнении High Definition Pack гнездо снарков выглядит как розовое яйцо, окружённое субстанцией, похожей на человеческую толстую кишку. Игрок может подбирать это гнездо как боеприпасы, чтобы иметь снарков в своём арсенале. В оригинальной Half-Life в главе 13 «Forget About Freeman!» видно, что цивилизация Зена также использует снарков как оружие: они размещают своеобразную мину-ловушку, которая при приближении игрока разрывается и выпускает ряд снарков.
Снарк также единожды появляется в Half-Life: Alyx: его можно встретить в самом начале игры сидящим в стеклянной банке.

### Контроллер пришельцев

Контроллер пришельцев

Контроллер пришельцев (англ. Alien Controller) — обитатель Зена, который является разумным представителем цивилизации Нихиланта и обладает способностью к левитации. Контроллеры появляются в оригинальной игре Half-Life и её дополнениях.
У контроллеров пришельцев есть много сходства с их лидером Нихилантом и другими представителями его цивилизации. Тело контроллера подобно таковому у Нихиланта, но гораздо меньше в размерах, тоньше и имеет коричневую окраску. Голова, по человеческим меркам, необычайно велика по сравнению с туловищем; как и голова Нихиланта, она способна раскрываться подобно цветку. У контроллеров имеется три красных глаза и горизонтально открывающаяся челюсть, как у пехотинцев пришельцев. Как и все гуманоиды Зена, контроллер имеет третью руку в центре нижней части грудной клетки. Все три руки заканчиваются тремя пальцами. Стопы также имеют треугольную форму, но в отличие от конечностей вортигонтов и пехотинцев, ноги контроллеров сгибаются вперёд. В окраске кожи преобладают коричневые оттенки.
Во время боя контроллеры постоянно летают вокруг врага, держась от него на большом расстоянии. При этом они атакуют электрическими сферами, выпускаемыми из рук или из своей раскрывающейся головы. На протяжении игры контроллеры достаточно редко встречаются в «Чёрной Мезе». Первое их появление в оригинальной Half-Life произошло в главе 14 «Lambda Core», где они попытались помешать учёным отправить Гордона Фримена в Зен (аналогичным образом они появляются и в Half-Life: Opposing Force, в главе 6 «We Are Not Alone»). Другое появление в Чёрной Мезе в Half-Life: Decay было связано с попыткой научной команды восстановить запирающие поля для закрытия пространственного разлома между мирами. В Зене контроллеры встречаются гораздо чаще. Их можно встретить практически во всех частях пограничного мира. Часто при их внезапных появлениях вортигонты резко меняют своё поведение на агрессивное, начиная атаковать игрока.
В отношении возможности появления контроллеров в будущих играх сценарист серии Half-Life Марк Лэйдлоу пояснил, что после смерти Нихиланта, который руководил их действиями и перемещениями, контроллеры должны были вымереть следом за ним — от нехватки «мозговой» пищи.

### Нихилант

Нихилант

Нихила́нт (англ. Nihilanth) — обитатель Зена, финальный босс игры Half-Life. Нихилант являлся лидером цивилизации, обитающей в мире Зен и проникнувшей под его управлением на Землю в результате инцидента в исследовательском комплексе «Чёрная Меза». В конце Half-Life Нихилант был убит главным героем Гордоном Фрименом. Имя Nihilanth было образовано от слов лат. nihil («ничто») и греч. ἄνθος (anth, «цветок»). В первом случае идёт отсылка к понятию нигилизма, во втором — к голове Нихиланта, способной раскрываться подобно цветку.
Физиологически, Нихилант похож на гигантского зародыша. По человеческим меркам его голова непропорционально велика по сравнению с остальным телом. Позвоночник имеет внешний вырост в районе шеи, дополнительно соединяющий голову и туловище. Длинные руки заканчиваются тремя огромными пальцами. Имеется третья рука, выступающая из груди — непременный атрибут всех разумных существ, населяющих Зен. Из пришельцев Half-Life наиболее близкими к Нихиланту по физиологии являются контроллеры. Так же, как и у контроллеров, голова Нихиланта способна раскрываться подобно цветку, выставляя на обозрение некое светящееся подобие мозга, держащегося на стержне. На теле Нихиланта видны следы какого-то искусственного вмешательства в его организм: на животе у него имеется огромный шрам, похожий на те, что остаются после хирургической операции. Ноги его очень коротки и не имеют ступней; в игре Нихилант левитирует, сидя на имплантированном механическом приспособлении. На его руках закреплены оковы, схожие с оковами вортигонтов. Нихилант — обладатель уникальных среди существ вселенной Half-Life способностей. За игру он демонстрировал владение телепатией, умение создавать порталы для осуществления телепортации и умение черпать энергию из кристаллов Зена. Его могущество позволяет ему управлять разумными существами собственной цивилизации, такими как вортигонты, контроллеры и пехотинцы. Известно, что с контроллерами и рабами-вортигонтами он был связан в коллективном сознании. Сам же Нихилант являлся последним представителем своего вида.
Во время путешествия Гордона Фримена по Зену, Нихилант несколько раз обращается к нему на расстоянии при помощи телепатии. Таковая его речь передана в игре как отдельные реплики на английском языке, произносимые медленно и растянуто. Неоднозначные фразы Нихиланта стали предметом обсуждения фанатов игры: появилось множество вариантов трактовок речи, связывающих события игр Half-Life и Half-Life 2 и затрагивающих Альянс и персонажа G-Man’а.
- «Пришёл… Ещё один…» (англ. Comes… Another...)
(Произносится сразу при прибытии Фримена в Зен)
- «Победить… ты не сможешь победить…» (англ. Win… you cannot win…)
(В начале сражения Фримена с Гонархом)
- «Наделал… что ты наделал…» (англ. Done… what have you done…)
(В начале главы «Interloper»)
- «Ты человек… он не человек… тебя он ждёт… тебя…» (англ. You are man… he is not man… for you he waits… for you…)
(Во время передвижения Фримена по инопланетному заводу в главе «Interloper»)
- «Умрёте… вы все умрёте… вы все умрёте…» (англ. Die… you all die… you all die…)
(В главе «Interloper»)
- «Последний… я последний…» (англ. The last… I am the last…)
(Перед порталом в комнату Нихиланта)
- «Фрииимееееен…» (англ. Freeemaaaaan…)
(При перемещении в комнату Нихиланта)
- «Одни… не вы одни… не вы одни…» (англ. Alone… not you alone… not you alone…)
(Во время битвы с Нихилантом)
- «Правду… ты никогда не сможешь узнать… правду…» (англ. The truth… you can never know… the truth…)
(Во время битвы с Нихилантом)
- «Тебя обманут… тебя обманут…» (англ. Deceive you… will deceive you…)
(Во время битвы с Нихилантом)
- «Теперь умрёшь… теперь ты умрёшь… теперь умрёшь…» (англ. Die now… you die now… die now…)
(Во время битвы с Нихилантом)

Не использованы в игре:
- «Их рабы… мы их рабы… мы…» (англ. Their slaves… we are their slaves… we are…)
- «Последний… ты последний… ты…» (англ. The last… you are the last… you are…)
- «Воры… вы все воры… вы все…» (англ. Thieves… you all are thieves… you all are…)
(Фраза позже была использована в дополнительной миссии игры Half-Life: Decay, где Нихилант приказывает двум вортигонтам вернуть украденный людьми кристалл Зена)

### Чамтоуд

Чамтоуд

Чамтоуд (англ. Chumtoad) — обитатель Зена, который первоначально создавался для оригинальной Half-Life, но был вырезан из игры и появился только в виде пасхального яйца в дополнениях Half-Life: Opposing Force и Half-Life: Blue Shift. Чамтоуд — маленькое, по размерам чуть больше снарка существо, похожее на земную лягушку или жабу. Существо примечательно своей блестящей пурпурной окраской, одним красным глазом (напоминающим кошачий), шипами на спине и синим языком, который чамтоуды то и дело высовывают и прячут — наподобие змей. Как и земные лягушки, чамтоуды передвигаются быстрыми прыжками и иногда издают кваканье. В отличие от большинства других существ Зена, чамтоуды не опасны для людей.
В Half-Life: Opposing Force чамтоуда можно найти в начале главы 6 «We Are Not Alone». Если выстрелить в решётку, расположенную вверху напротив двери в комнату с телепортом, чамтоуд выпадет из верхнего люка на потолке. В Half-Life: Blue Shift чамтоуд встречается дважды:
- В главе 2 «Insecurity» в личном шкафчике Барни Калхауна стоит картонная коробка. Если выстрелить в неё 68 раз из пистолета, она сломается и выпустит чамтоуда (примечательно, что 68 — это максимум патронов, который игрок может накопить в этой главе).
- Второй раз чамтоуд встречается в главе 5 «Focal Point» в Зене, где игрок проходит лабиринт, который выводит его в пещеру с глубоким бассейном и барнаклами➤ над ним. Если доплыть до самого дна этого бассейна, можно заметить трещину в скале, из которой идут пузырьки. Разбив трещину, игрок окажется в гроте, а на экране появится надпись «Логово чамтоуда» (англ. Chumtoad’s Lair). В логове на камнях сидят три чамтоуда, каждый из которых находится возле жёлтых кристаллов и древоподобного щупальца, а возле одного из чамтоудов лежат два гнезда снарков➤. При приближении игрока чамтоуды телепортируются прочь.

Название chumtoad образовано словами chum (с англ. — «приманка») и toad (с англ. — «жаба»), то есть, дословно оно переводится как «жаба-приманка». В ходе разработки оригинальной Half-Life чамтоуд задумывался как любимая пища для большинства существ мира Зен. Была идея реализовать возможность использования игроком чамтоуда как приманки для выманивания или отвлечения буллсквидов. Позже планировалось сделать из чамтоудов оружие, которое при запуске принимается прыгать и кусаться, но воплощение этой идеи в ИИ предпочли снаркам. В результате, чамтоуд был вырезан из игры.
Кроме названия «чамтоуд», для этого существа также пробовались другие варианты именований, среди которых были «чабтоуд» (англ. chubtoad) и «чоад» (англ. choad). В файлах Нalf-Life можно найти различные текстуры для чамтоуда; по ним видно, что он мог иметь шесть глаз вместо одного и обладать тремя различными окрасками: зелёной, оранжевой и синей.
Чамтоуд очень полюбился игроками. Поскольку его модель осталась в файлах игры, он часто появляется в различных модификациях к Нalf-Life:
- В Sven Co-op на некоторых картах появляется т. н. «Пухлый чамтоуд» (англ. Chubby the Chumtoad). В патче 4.07 игрокам добавили возможность приобрести собственного помощника-чамтоуда, который атакует, выпуская облако ядовитого газа.
- В модификации Poke646 чамтоуд носит название «взрывожаба» (англ. explod-a-toad). Он выделяет фиолетовую лужу, помечая территорию вокруг себя, и если игрок или NPC встанет в лужу, жаба нападёт и взорвётся.
- В модификациях Azure Sheep и Point of View чамтоуд используется как оружие — наподобие снарков➤. Кроме того, в сюжете Azure Sheep чамтоуды использовались для создания новых видов вортигонтов. Их скрещивали с людьми и получали вортигонта с фиолетовыми оковами — под стать цвету чамтоуда.
- В USS Darkstar, когда игрок возвращается после катастрофы в комнату, где учёный и охранник изучают двух бойдов, чамтоуда видно на одном из светильников.
- В Heart of Evil чамтоуд провожает игрока через лабиринт.

### Муравьиные львы
Муравьиные львы (англ. Antlions) — насекомообразные существа из Зена, присутствующие в Half-Life 2 и её продолжениях Half-Life 2: Episode One и Half-Life 2: Episode Two. С реально существующими муравьиными львами эти существа не имеют почти ничего общего. Обосновавшиеся на Земле, муравьиные львы живут подземными колониями. В Half-Life 2 они встречаются игроку в песчаной среде, например в пустошах и на побережье; в Episode Two львы расположили своё гнездо в заброшенной шахте, глубоко под землёй.
Муравьиные львы представляют серьёзную угрозу не только выжившим жителям Земли, но и контингенту Альянса. Вокруг Сити 17 и Нова Проспект можно заметить множество установок, напоминающих промышленные молоты. Удары о землю этих установок отпугивают муравьиных львов. При отключении установок львы получают возможность проникать на новые территории, что особенно ярко видно в Half-Life 2 и в Episode One: в первом случае, Гордон Фримен отключает установки в окрестностях Нова Проспект и с помощью львов штурмует тюрьму; во втором случае, уничтожение из-за событий Half-Life 2 периметра установок вокруг Сити 17 привело к массовой атаке муравьиных львов на город. Похожие установки можно было заметить и в Зене — их обслуживали вортигонты. Возможно, по этой причине в первой Half-Life игрок не встречал муравьиных львов.
Известно несколько разновидностей муравьиных львов, которые перечислены ниже.

#### Солдат

Солдат муравьиных львов

Солдат муравьиных львов (англ. Antlion Soldier) — наиболее встречающаяся разновидность, особь светло-зелёного или песочно-жёлтого цвета с различными узорами, в половину человеческого роста, без видимых зрительных органов, с двумя парами длинных конечностей и парой мандибул, находящихся ниже головы. Конечности льва имеют необычное расположение: передняя пара лап мала и отвернута назад, а задняя, значительно бо́льшая по величине, располагается перед головой. Также у него имеются крылья, позволяющие насекомому перелетать на небольшие расстояния. В колонии играют роль добытчиков пищи, а также защищают гнездо от непрошеных гостей.
Ввиду того, что у муравьиных львов нет глаз, они свободно ориентируются по звуку. Для поимки добычи солдаты муравьиных львов устраивают песчаные ловушки. Они прячутся в песке, поджидая, пока что-нибудь съедобное не пересечёт песчаную грань, слышат вибрации от шагов приближающейся жертвы, быстро выбираются на поверхность и утаскивают её под землю. Вибрации доходят до муравьиных львов сквозь песок и почву, но если добыча находится на слишком твёрдой (например, скалистой) поверхности, они не могут слышать её и не могут передвигаться по такой поверхности. Выбираясь на поверхность, львы преследуют жертву, даже если она встала на что-либо твёрдое. К водной среде солдаты муравьиных львов не приспособлены и быстро тонут даже на мели. Солдаты — очень агрессивные существа, и эта агрессия распространяется абсолютно на всех, даже на многочисленные и хорошо экипированные войска Альянса. Помимо людей, муравьиные львы также атакуют и другую фауну Зена, например, хедкрабов и производных от них зомби.

#### Рабочий

Рабочий муравьиный лев

Рабочий муравьиный лев (англ. Antlion Worker) или кислотный лев (англ. Acid Lion) — разновидность, появляющаяся в Half-Life 2: Episode Two. Внешне рабочие львы имеют сходство с обычными львами, но их голова больше похожа на голову земного муравья, они имеют светлый окрас и от них исходит слабое зеленоватое свечение. Рабочие занимаются обустройством гнезда, прокладыванием тоннелей, для чего они используют едкую кислотную слюну. Эта слюна может использоваться и как оружие, наряду с когтями, применяемыми в ближнем бою.
В отличие от остальных видов муравьиных львов, рабочие не бросаются на врагов сразу, а стараются держаться в отдалении, так как могут обстреливать врагов кислотой, при ранении противника могут броситься в ближний бой и добить его. Подобно солдатам способны на небольшие перелёты, также тонут в воде. Они более умны, чем другие виды львов; их бегство от игрока, выглядящее, как паника, в действительности может оказаться продуманной ловушкой. Попадание кислоты рабочего льва временно снижает показатель здоровья (подобно ядовитому хедкрабу, только слабее) и наносит значительный урон. В момент гибели от оружия или взрыва труп рабочего льва взрывается, обдавая окружающее пространство кислотными брызгами, однако, погибая от утопления или языка барнакла, рабочий не разрывается, соответственно, не разбрызгивая кислоту.
Интересно, что если рабочий попадётся барнаклу, то погибнут оба пришельца — барнакл от яда рабочего льва, а последний — от зубов барнакла. Тот же эффект произойдёт при поимке барнаклом ядовитого хедкраба.

#### Страж

Страж муравьиных львов

Страж муравьиных львов (англ. Antlion Guard) или мирмидонт (англ. Myrmidont) — очень крупная и сильная разновидность муравьиных львов. Стражи схожи с солдатами и рабочими по расположению лап, но лишены крыльев и их туловище отличается внешне: оно продолговато и уходит вверх, а на спине его имеются синие перьевидные отростки. Глаза у стражей, равно как и у обычных львов, не видны, а окружённый клыками рот расположен вертикально. Атакует страж обычно ударом с разгона, также в ближнем бою он может наносить удары своей мощной головой. Издалека страж швыряет в противника попадающиеся ему предметы. В отличие от меньших собратьев, неспособен к полётам.
Страж муравьиных львов среди обычных особей является не только стражем как таковым, но и вожаком стаи, отдающим команды своим меньшим братьям. Обычные муравьиные львы определяют стража, ориентируясь на запах феромонов, образующихся в специальных железистых органах мирмидонта — фероподах (англ. Pheropods, словослияние pheromone и pod). В главе «Песчаные ловушки» Half-Life 2 вортигонт добывает из убитого игроком мирмидонта фероподы и передаёт их Гордону Фримену, что делает солдат муравьиных львов союзниками игрока и даёт возможность натравлять их на врагов. Феромоны, распространяющиеся из феропода, по-видимому, имеют очень резкий или одурманивающий запах, поскольку солдаты Альянса, будучи в противогазах, на время приходят в ступор, если окажутся в облаке феромонов, в то время как патрульные ГО никак не реагируют на фероподы. Во время тренировки с применением феропода вортигонт рассказывает Фримену, что «львиноводство» посредством фероподов традиционно входило в их культуру на Зене.

#### Страж гнезда

Страж гнезда

В Half-Life 2: Episode Two во время путешествия по гнезду муравьиных львов игрок сталкивается со стражем гнезда муравьиных львов (англ. Antlion Guardian), известным также как древний страж (англ. Ancient Guardian). Этот необычный мирмидонт со светящейся зелёной окраской является охранником личинок в своей подземной колонии. Помимо расцветки, он отличается от обычных стражей тем, что при укусе отравляет игрока подобно ядовитому хедкрабу, оставляя только 1 процент здоровья, которое затем постепенно восстанавливается благодаря введению H.E.V.-костюмом антидота.
Вортигонт, с которым Гордон Фримен отправился в колонию львов, объясняет, что между стражем гнезда и личиночным экстрактом существует связь: если страж погибнет, то экстракт потеряет свою ценность.
Известно, что Страж гнезда является реинкарнацией короля муравьиных львов, оставшегося лишь на концепт-артах. По словам разработчиков, вырезанный лев был больше страйдера.

#### Личинка

Личинка

Личинки муравьиных львов (англ. Antlion Grub), встречающиеся в Half-Life 2: Episode Two, являются начальной стадией развития этих существ. Личинка достигает около 40 см в длину и 15 см в ширину; её туловище имеет шесть ножек, подобно земным насекомым, и на конце светится ярким жёлто-зелёным цветом, как у вышеописанных муравьиных львов-рабочих и стража гнезда. Личинки живут в колонии, располагаясь на стенах туннелей, заволоченных в коконы. Взрослые особи постоянно приносят им еду: в гнезде муравьиных львов можно обнаружить множество человеческих трупов или уже обглоданных скелетов, а в пещерах с личинками часто встречаются лужи крови.
В игре Гордон Фримен вместе с напарником-вортигонтом отправляется в гнездо муравьиных львов на поиски личиночного экстракта. Экстракт представляет собой некий ценный ресурс, вырабатываемый муравьиными львами. Он хранится в месте, напоминающим целебные соты, и выглядит как полупрозрачный сгусток, излучающий яркий голубой свет. При помощи экстракта вортигонты могут делать невероятные вещи, вроде телекинеза или полной регенерации сильно повреждённых тканей и органов. В таком состоянии окраска вортигонтов становится фиолетовой, и вокруг них образуется тонкая аура, постоянно искажая их окрас. В Episode Two при помощи экстракта вортигонты смогли излечить тяжелораненую Аликс Вэнс, восстановив в её теле повреждённые кости и ткани. Возможно, что переход в такое состояние дал вортигонтам возможность унести Аликс от взрыва реактора в Цитадели и вытащить Гордона Фримена из-под контроля G-Man'а в Half-Life 2: Episode One.
В Half-Life: Alyx показано, что Альянс использует целебные свойства личинок в настенных аптечках. В игре представлены капсулы с личинками, которые, будучи вставленными в аптечку, давят личинку и вводят её кровь пользователю, тем самым вылечивая его.